# Diocese de Speyer

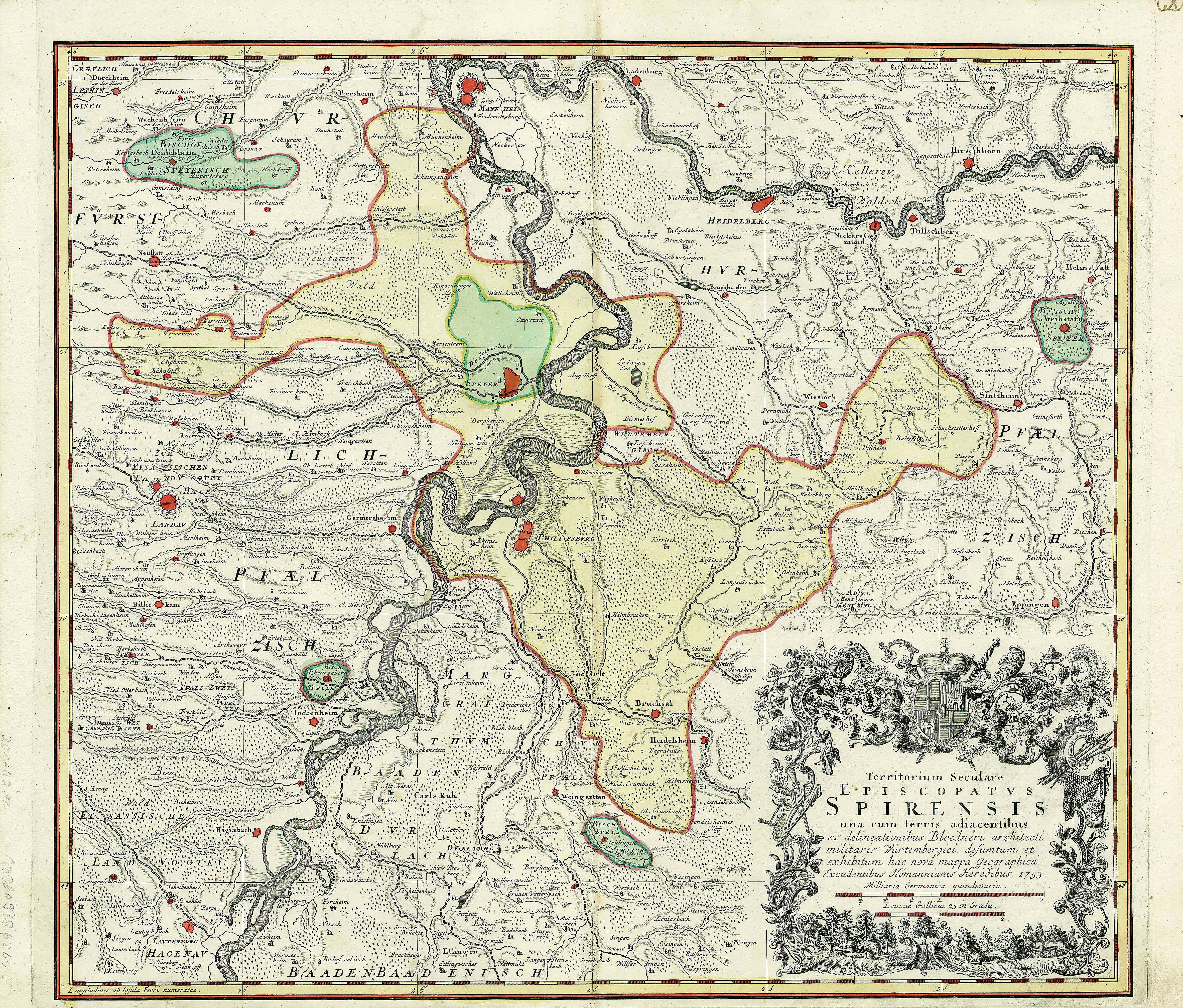
Mapa do Bispado de Speyer, em 1735.

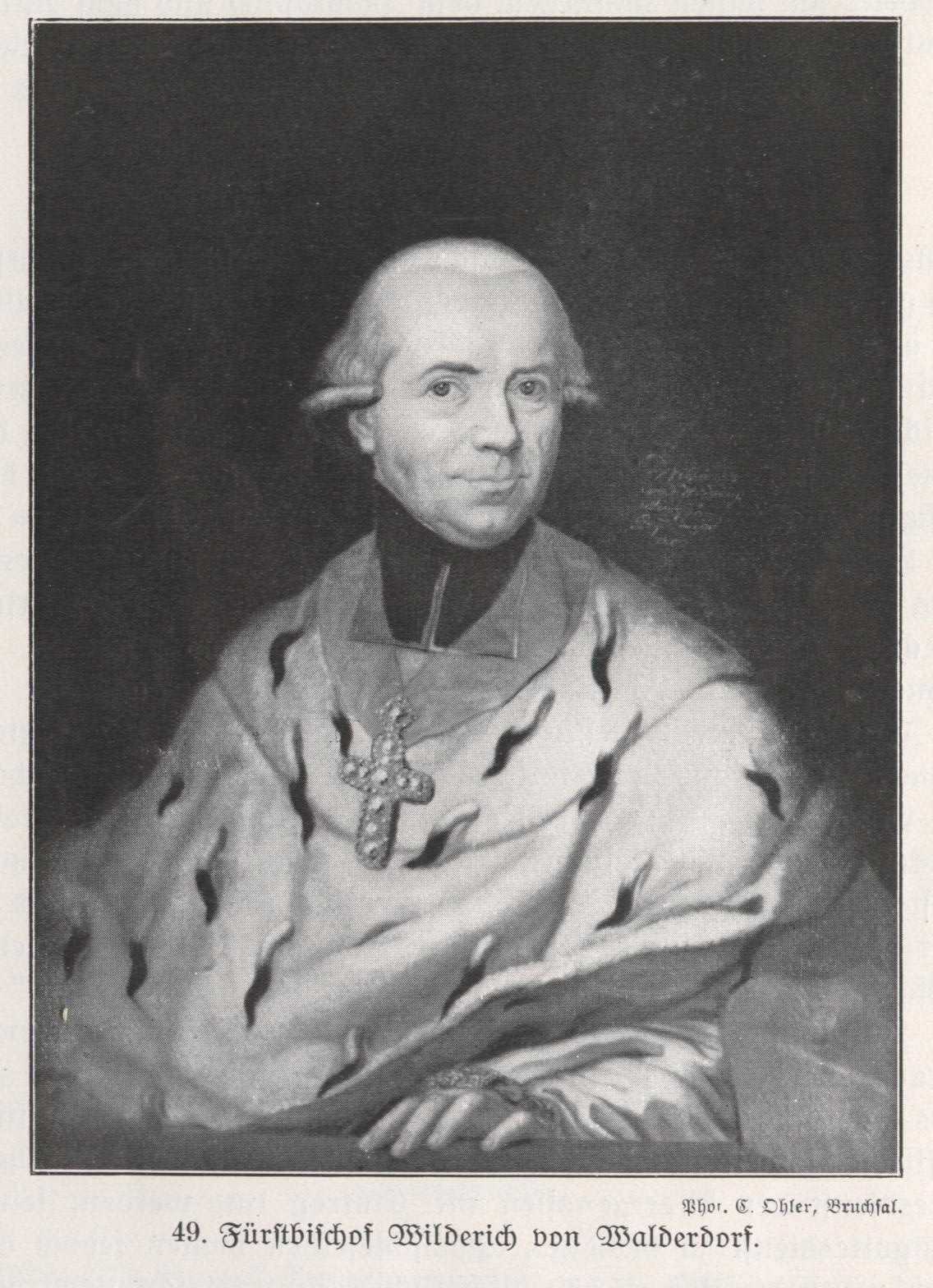
Philipp Franz von Nepomuk Wilderich Walderdorf, último príncipe-bispo de Speyer (1797 - 1810)

A Diocese de Speyer ou, na sua forma portuguesa, de Espira (em latim: Dioecesis Spirensis e em alemão:  Bistum Speyer) é uma circunscrição eclesiástica da Igreja Católica na Alemanha, sufragâneas da Arquidiocese de Bamberg. É atualmente governada pelo bispo Karl-Heinz Wiesemann.

## Território
A diocese inclui parte dos territórios de Renânia-Palatinado e Sarre. A sede episcopal é a cidade de Speyer, onde fica a Catedral de Nossa Senhora da Assunção. O território abrange 5.893 km ² e está dividido em 346 paróquias.

## Estatísticas
A diocese, até o final de 2010, havia batizado 581.655 pessoas em uma população de 1.307.678, correspondendo a 44,5% do total.